# Mayra Antes
Mayra Elizabeth Antes Castillo (ur. 7 stycznia 1989) – ekwadorska zapaśniczka. Zajęła piąte miejsce na igrzyskach panamerykańskich w 2019. Dwukrotna medalistka mistrzostw panamerykańskich, srebro w 2012. Wicemistrzyni igrzysk Ameryki Południowej w 2014, brązowy medal w 2010. Pierwsza na mistrzostwach Am.Płd w 2012. Brązowa medalistka igrzysk boliwaryjskich w 2013 i 2017 roku.
Jej siostry Lissette Antes i Dennise Antes są również zapaśniczkami.